# 诺哈·冯沙万
诺哈·冯沙万（Nouhak Phoumsavanh ，1910年4月9日—2008年9月9日），老挝人民民主共和国、老挝人民革命党和老挝人民军的主要缔造者和领导人之一。曾擔任老挝国家主席。

## 生平
他出生在沙湾那吉省木达罕市帕卢卡村一个普通农民家庭，年轻时怀抱一腔爱国热忱，投身反对法国殖民统治、争取民族独立的“伊沙拉”爱国民主运动。运动失败后，1950年他同凯山·丰威汉等一批革命青年一起参加了胡志明领导的“印度支那共产党”，深入老挝广大农村和山区发动群众，建立和发展党的组织与武装，继续从事抗法斗争。
上世纪50年代初，老挝人民革命党单独建党后，诺哈就一直是中央的主要领导成员之一。1957年，亲美右派势力推翻经过艰难谈判组成的联合政府，他同苏发努冯亲王等人一起在万象被右派投进监狱，1959年，在爱国群众与看守的帮助下又奇迹般越狱，成功后抵达川圹，并在这里建立了指挥部，继续领导老挝人民的抗美救国斗争。
1972年2月当选为老挝人民革命党政治局委员、书记处书记，1975年老挝废除君主制，诺哈出任政府副总理兼财政部长。1989年出任最高人民议会主席，1992年接替11月21日逝世的凯山·丰威汉任国家主席，1998年诺哈退休，坎代·西潘敦出任国家主席。 